# Mononykini
De Mononykini zijn een groep theropoden behorende tot de Alvarezsauridae.
In 2012 benoemden Federico Agnolin e.a de Mononykini, waarvan de naam afgeleid is van Mononykus. De klade is gedefinieerd als de groep bestaande uit Mononykus olecranus en alle soorten nauwer verwant aan Mononykus dan aan Parvicursor remotus, Patagonykus puertai of Alvarezsaurus calvoi.
In de analyse van Agnolin e.a. waren de Mononykini de zustergroep van de Ceratonykini. Het gaat om kleine vormen uit het Opper-Krijt van Azië en Noord-Amerika. Behalve Mononykus zijn mogelijk leden Albertonykus, Linhenykus en Shuvuuia.